# Jéhu
Jéhu (héberː יֵהוּא), az Izraeli Királyság uralkodója a Kr. e. 9. században. 28 évig ült a trónon. Uralkodása eseményeinek fő forrása a királyok 2. könyvéből származik.
Elődje, Jórám izraeli király idejében a hadsereg vezére volt. Isten utasítására Elizeus próféta azzal bízta meg, hogy semmisítse meg a bálványimádó Akháb király dinasztiáját és maga üljön Izrael trónjára. Ő és utódai azután közel 100 évig uralmon maradtak, ezzel a leghosszabban uralkodó dinasztia voltak az északi királyságban. 

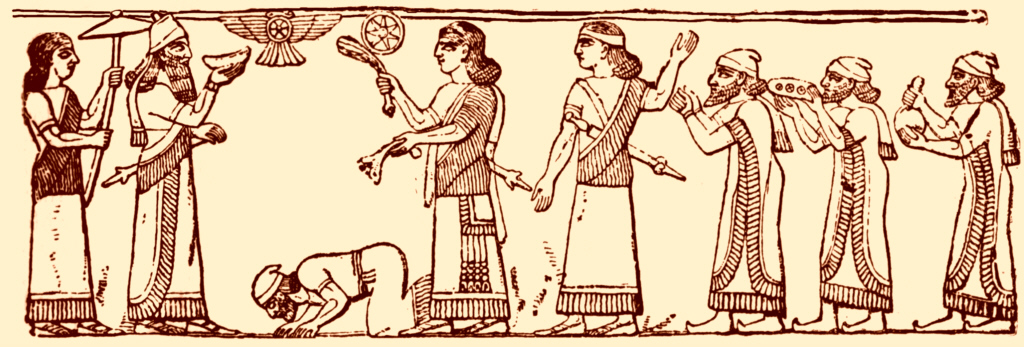
Jéhu és követei tisztelegnek és adóznak III. Sulmánu-asarídu asszír uralkodó előtt

A pogány szent helyeket lerombolta és a Baál papjait csellel meggyilkoltatta (azt állítva, hogy áldozni fog Ba'alnak, összehívta őket egy helyre, a távolmaradókat életveszélyesen megfenyegetve, majd az áldozat utáni lakomán katonáival megölette őket), de az aranyborjú imádatát meghagyta az országban, így felelős volt a nép bálványimádásáért.
Az arámiak a királyságának a Jordán (folyó)tól keletre eső részeit elfoglalták tőle. Jéhu adót fizetett III. Sulmánu-asarídu asszír uralkodónak (amelyet a Kalhuban megtalált Fekete Obeliszk gravírozása is ábrázol), valószínűleg azért hogy megszerezze ennek az erős birodalomnak a támogatását az arámi Hazaél, Damaszkusz királya ellen.

## Fordítás
- Ez a szócikk részben vagy egészben  a   Jehu című angol Wikipédia-szócikk fordításán alapul.  Az eredeti cikk szerkesztőit annak laptörténete sorolja fel. Ez a jelzés csupán a megfogalmazás eredetét és a szerzői jogokat jelzi, nem szolgál a cikkben szereplő információk forrásmegjelöléseként.